# Assize
Assize es una voz inglesa que representa el documento legislativo originado a partir de la Curia Regis, que, en 1179, sustrajo a la justicia feudal de gran parte de sus prerrogativas. En Inglaterra dio a conocer el éxito de las reglas del derecho no escrito, sancionadas por la costumbre y la jurisprudencia de los tribunales (common law).

## Bélgica
El Tribunal de Assize en Bélgica (Holf van Asissen en holandés, Cour d’Assises en francés) es bastante parecido a su homólogo en Francia descrito más abajo. En cada provincia Belga y en el distrito judicial de Bruselas existe una Corte de Assize o arrondisement (distrito).
El magistrado es un jurado de apelación por virtud del oficio y se le auxilia a través de dos tribunales de justicia. El jurado emite un veredicto al considerar los hechos, y junto con el comité establece la sentencia. El Tribunal Supremo Belga es el único organismo habilitado para apelar los veredictos.
Si bien el Tribunal de Assize básicamente trata casos de asesinato, es el único Tribunal constitucionalmente habilitado para tratar y controlar los casos de represión de la libertad de prensa. En realidad, han sucedido varios asuntos de este tipo, desplazando los casos más importantes a otras instancias.

## Inglaterra y Gales
Los Tribunales de Assize, fueron audiencias penales mantenidas en Inglaterra y Gales hasta 1972, cuando fueron abolidas por el Tribunal de Justicia junto a las Audiencias Trimestrales, y sustituidas por un único y definitivo tribunal con jurado. Los Assizes trataron los procesos más importantes, arbitrados por las Audiencias Trimestrales (tribunales locales del condado celebrados cuatro veces al año), siendo que los delitos menores se estipulaban sin demora por los Juzgados de Paz, en juicios de escasa trascendencia (llamados también Juzgados de primera instancia).
La Palabra Assize remite a los litigios de los jueces llamados “jueces de assize” , los cuales fueron jueces de la división de los Tribunales del Rey del Tribunal Supremo de Justicia, que transitaron por los siete circuitos de Inglaterra y Gales como delegados de "oyer and terminer" , estableciendo tribunales y convocando comités en las distintas zonas de Assize.

## Historia
Los jueces del Tribunal del Rey viajaron alrededor del país con cinco encomiendas: de assize, de nisi prius, de oyer and terminer, y gaol-delivery (acción jurídica de absolver los demandados y desocupar las cárceles). El Rey Enrique II instauró el juicio ante jurado a través de un assize colosal de dieciséis hombres en los litigios por las haciendas, por el Assize de Clarendon de 1166, e hizo que se celebraran tribunales del condado por parte de jueces ambulantes. Antes de la proclamación de la Carta Magna en 1215, se habían de examinar las órdenes judiciales de assize en Westminster, o esperar el juicio en el circuito septenario de los jueces de Eyre, pero la constitución estipuló que los litigios sobre el terreno deben ser celebrados por Assizes anuales.
Un decreto que se aprobó en el reinado del rey Eduardo I estipuló que los preceptos que emplazan a los jurados a Westminster fueran para designar un lugar y una hora para regular aquello que es objeto de litigio con respecto al condado de procedencia. De este modo, se les conoció como preceptos de nisi prius: el jurado estaría capacitado para tratar cualquier juicio en Westminster a menos que los jueces del rey hubieran organizado un tribunal en el condado para tratar los acontecimientos de antemano. La comisión de oyer and terminer, fue una delegación general para ver y decidir juicios, mientras que las delegaciones de gaol delivery exigían que los jueces mantuvieran a todos los prisioneros en la cárcel.
En el siglo XIX acaecieron algunos cambios de consideración. A partir de 1830, Gales y el condado de Chester, se fusionaron en el plan del circuito. Las delegaciones de Londres y Middlesex se reemplazaron por un Tribunal Criminal Central, asistiendo a la metrópolis entera, y los juzgados comarcales se establecieron alrededor de todo el país para mediar en los juicios, amparados en el nisi prius.
El Decreto Judicial de 1873, que dio origen al Tribunal Supremo de Justicia, cedió la jurisdicción de las delegaciones de assize al Alto Tribunal de Justicia, y estableció los Registros del Distrito del Alto Tribunal por todo el país, reduciendo más adelante la competencia civil del assize.
En 1956 se crearon en Liverpool y Mánchester juzgados que sustituyeron al assize y a los tribunales de primera instancia. En 1972, siguiendo las recomendaciones de la comisión real, esto se siguió ampliando.